# Наченали
Начена́ли (рос. Наченалы, ерз. Наченалы) — село у складі Чамзінського району Мордовії, Росія. Входить до складу Апраксінського сільського поселення.

## Населення
Населення — 241 особа (2010; 285 у 2002).
Національний склад (станом на 2002 рік):
- росіяни — 79 %